# Rose Ausländer

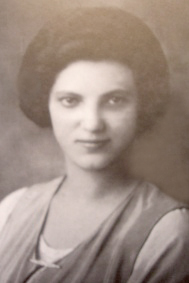
Rose Ausländer (1914).

Rose Ausländer (nacida Rosalie Beatrice Scherzer; Chernivtsi, 11 de mayo de 1901-Düsseldorf, 3 de enero de 1988) fue una poetisa judía en alemán e inglés.

## Biografía
Su madre Kathi Etie Rifke Binder (1873-1947) era originaria de una familia germanófona y su padre Sigmund (Süssi) Scherzer (1871-1920) era de un pueblo cerca de Chernivtsi. Entre 1907 y 1919, recibió educación primaria en Viena y Chernivtsi que formaba parte de Rumanía tras 1918. 
En 1919, estudió filosofía y literatura en Chernivtsi sintiendo una gran devoción por el filósofo Constantin Brunner. 
Tras el fallecimiento de su padre en 1920, dejó sus estudios y en 1921 se estableció en Estados Unidos con su amigo y futuro marido Ignaz Ausländer y comenzó a trabajar en el periódico Westlicher Herold y a escribir poesía que empezó a publicar en Amerika-Herold-Kalender, una publicación donde ella misma era editora. El 19 de octubre de 1923, se casó con Ausländer en Nueva York divorciándose tres meses después, y ese mismo año consiguió la ciudadanía estadounidense. En 1927, regresó a Bucovina por ocho meses para cuidar de su madre enferma y en 1931 volvió a regresar por la misma razón y conoció al grafólogo Helios Hecht con quien vivió hasta 1936. Por no haber estado en Estados Unidos más de tres años, perdió la ciudadanía de este país y tras romper con Hecht, dejó Chernivtsi por Bucarest en 1936.
Gracias a Alfred Margul-Sperber consiguió publicar su primer poemario en 1939, Der Regenbogen (El arcoiris) que obtuvo muy buenas críticas, aunque no fue del todo bien aceptado por el público. Tras la ocupación nazi de Bucarest tuvo que mudarse al ghetto de Chernivtsi donde permaneció dos años, más tarde estuvo un año escondiéndose para evitar la deportación a un campo de concentración. En el gueto conoció Paul Celan, que le influyó para modernizar su estilo. En la primavera de 1944 los nazis se retiraron ante el avance del Ejército Rojo y ella regresó a Nueva York, donde recuperó la ciudadanía estadounidense en 1948. Volvió a ver a Celan en París y tras el trauma bélico decidió escribir en inglés. En 1956 volvió a escribir en alemán. En 1967 regresó a Alemania occidental y desde ese momento vivió en Düsseldorf, donde falleció. Aquejada de artritis, tuvo que dictar sus últimas obras.

## Obra
- 1939: Der Regenbogen
- 1956: Nachtzauber
- 1965: Blinder Sommer
- 1965: Schallendes Schweigen
- 1967: 36 Gerechte
- 1974: Ohne Visum
- 1975: Andere Zeichen
- 1976: Gesammelte Gedichte
- 1976: Noch ist Raum
- 1977: Doppelspiel
- 1978: Aschensommer
- 1978: Mutterland
- 1978: Es bleibt noch viel zu sagen (2016: Aún queda mucho por decir, Sexto Piso)
- 1979: Ein Stück weiter
- 1980: Einverständnis
- 1981: Mein Atem heißt jetzt
- 1981: Im Atemhaus wohnen
- 1981: Einen Drachen reiten
- 1982: Mein Venedig versinkt nicht
- 1982: Südlich wartet ein wärmeres Land
- 1983: So sicher atmet nur Tod
- 1984: Tränen
- 1987: Ich spiele noch
- 1987: Der Traum hat offene Augen